# Armorial des freguesias de Alcobaça
- il comporte peu ou pas de sources.
- il reste des blasons à dessiner dans cet armorial.

Cette page donne les armoiries (figures et blasonnements) des paroisses civiles des freguesia de Alcobaça. 
| Image | Nom de la commune et blasonnement |
| ----- | --------------------------------- |
|       | Alcobaça                          |
|       | Alfeizerão                        |
|       | Alpedriz                          |
|       | Bárrio                            |
|       | Benedita                          |
|       | Cela                              |
|       | Cós                               |
|       | Évora de Alcobaça                 |
|       | Maiorga                           |
|       | Martingança                       |
|       | Montes                            |
|       | Pataias                           |
|       | Prazeres de Aljubarrota           |
|       | São Martinho do Porto             |
|       | São Vicente de Aljubarrota        |
|       | Turquel                           |
|       | Vestiaria                         |
|       | Vimeiro                           |